# Antonio Fogazzaro
Antonio Fogazzaro (Vicenza, 25. ožujka 1842. – Vicenza, 7. ožujka 1911.), talijanski je književnik, pripovjedač neoromantičkog smjera, zaokupljen unutarnjim sukobima između razuma i vjera, duha i osjetila. 
Između 1901 i 1911 više puta je bio među kandidatima za Nobelovu nagradu koju međutim nikad nije osvojio.
U romanima Mali starinski svijet i Daniele Cortis dao je poetične opise krajolika sjeverne Italije i ocrtao mali provincijski svijet.
Bio je pristaša modernističkog smjera u katolicizmu. Zbog kritike vjerskog dogmatizma dospio je 1906. godine na Indeks.
Odabrana djela prevedena na hrvatski:
- Malombra (Malombra, 1881)
- Daniele Cortis (Daniele Cortis, 1885)
- Mali starinski svijet (Piccolo mondo antico, 1895)